# Auckland City Football Club
O Auckland City Football Club, Auckland City ou apenas Auckland, é um clube de futebol da cidade de Auckland, na Nova Zelândia. Atualmente, disputa a Liga Nacional da Nova Zelândia, o nível mais alto do futebol neozelandês.
O Auckland City se estabeleceu como uma grande força tanto na Nova Zelândia quanto na Oceania, tendo conquistado nove títulos da liga e treze da Liga dos Campeões da OFC desde sua fundação. É o clube com mais participações na Copa do Mundo de Clubes da FIFA, com 12 participações (todas por ter conquistado a Liga dos Campeões da OFC), à frente de Real Madrid (6 participações), Barcelona e Pachuca (4 participações).

## História
Fundado no ano de 2004, manda seus jogos no Kiwitea Street, com capacidade de 3.500 lugares. Segundo seu site oficial, é um clube amador no qual seus jogadores tem outras ocupações na maior parte de seu tempo. Porém, mesmo sendo um clube jovem e amador, é o clube de futebol mais bem sucedido da história da Oceania, tendo conquistado 9 vezes a Liga dos Campeões da OFC, sendo 7 dessas conquistas de forma consecutiva - entre 2011 e 2017. Essa é a maior sequência de títulos continentais da história do futebol. Seus 9 títulos continentais lhe garantiram a oportunidade de participar por nove vezes da Copa do Mundo de Clubes da FIFA, sendo o clube que mais participou da competição. No Mundial, sua melhor colocação foi o 3º lugar na edição de 2014.
No Mundial de Clubes conseguiu passar da fase inicial em duas ocasiões. A primeira foi em 2009, quando derrotou o Al-Ahli, dos Emirados Árabes Unidos, por 2 à 0. Acabou perdendo para o Atlante, do México, por 3 à 0 nas quartas de final. Na disputa do quinto lugar, venceu o Mazembe, da República Democrática do Congo, por 3 à 2. A segunda vez em que conseguiu avançar de fase foi em 2014, quando, no play-off, derrotou o Moghred Tétouan, do Marrocos, por 4 à 3 nos pênaltis, após empate em 0 à 0. Nas quartas de final superou o ES Sétif da Argélia por 1 à 0. Na seminal acabou derrotado pelo San Lorenzo, da Argentina, por 2 à 1. Na disputa de terceiro lugar, após empate em 0 à 0, venceu o Cruz Azul do México por 4 à 2 nos pênaltis. Esse foi o melhor desempenho de um time da Oceania em competições de futebol.
Em território nacional, conquistou o Campeonato Neozelandês de Futebol 8 vezes e a ASB Charity Cup 6 vezes.
Possui como rival o Waitakere United, com quem faz o "Dérbi Super City".
Sua equipe de juniores joga, atualmente, a National Youth League, sendo a maior campeã da competição com seis títulos.
É o time com mais títulos continentais no século XXI, com nove conquistas.
O clube tem uma forte influência croata, estando fortemente associado e jogando no mesmo estádio do Central United (formado em 1962 por imigrantes dálmatas).

## Uniforme e Emblema
Seu uniforme titular é composto por uma camisa azul-escuro, calção azul-escuro com detalhes brancos nas laterais e meião branco, enquanto que seu uniforme reserva é composto por uma camisa branca, calção branco com detalhes azuis nas laterais e meião branco.
Seu emblema traz a imagem da Torre Sky, um marco icônico da cidade de Auckland.
| Evolução do escudo do Auckland City Football Club | Evolução do escudo do Auckland City Football Club | Evolução do escudo do Auckland City Football Club | Evolução do escudo do Auckland City Football Club | Evolução do escudo do Auckland City Football Club | Evolução do escudo do Auckland City Football Club | Evolução do escudo do Auckland City Football Club | Evolução do escudo do Auckland City Football Club |
| 2004-2022                                         | 2022-                                             |                                                   |                                                   |                                                   |                                                   |                                                   |                                                   |
| ------------------------------------------------- | ------------------------------------------------- | ------------------------------------------------- | ------------------------------------------------- | ------------------------------------------------- | ------------------------------------------------- | ------------------------------------------------- | ------------------------------------------------- |

## Elenco
Última atualização: 13 de junho de 2025.
Legenda
- : Capitão
- : Jogador suspenso
- : Jogador lesionado

## Estatísticas

### Maiores artilheiros da história do clube
Jogadores que mais marcaram com a camisa do Auckland City.

Em itálico, jogadores que ainda atuam pelo clube.
Em sublinhado, jogadores falecidos.
Atualizado em 14 de janeiro de 2023.

### Jogadores que mais vestiram a camisa do clube
Jogadores que mais vezes atuaram com a camisa do Auckland City.

Em itálico, jogadores que ainda atuam pelo clube.
Atualizado em 14 de janeiro de 2023.

### Maiores assistentes da história do clube
Jogadores que mais deram assistências com a camisa do Auckland City.

Em itálico, jogadores que ainda atuam pelo clube.
Atualizado em 14 de janeiro de 2023.

## Títulos

### Títulos oficiais
| CONTINENTAIS | CONTINENTAIS                                        | CONTINENTAIS | CONTINENTAIS                                                                                                 |
|              | Competição                                          | Títulos      | Temporadas                                                                                                   |
| ------------ | --------------------------------------------------- | ------------ | --- |
|              | Liga dos Campeões da OFC                            | 13           | 2006, 2008–09, 2010–11, 2011–12, 2012–13, 2013–14, 2014–15, 2016, 2017, 2022, 2023, 2024 e 2025              |
| NACIONAIS    |                                                     |              | |
|              | Competição                                          | Títulos      | Temporadas                                                                                                   |
|              | Campeonato Neozelandês de Futebol Grande Final      | 9            | 2004–05, 2005–06, 2006–07, 2008–09, 2013–14, 2014–15, 2017–18, 2019–20† e 2022                               |
|              | Campeonato Neozelandês de Futebol Temporada Regular | 12           | 2004–05, 2005–06, 2009–10, 2011–12, 2013–14, 2014–15, 2015–16, 2016–17, 2017–18, 2018–19, 2019–20† e 2020–21 |
|              | ASB Charity Cup                                     | 7            | 2011, 2013, 2015, 2016, 2018, 2019 e 2020                                                                    |

†A temporada 2019-20 não teve fim. Por conta da pandemia de COVID-19, a Federação Neozelandesa de Futebol declarou o Auckland como o campeão nacional.
"Ninguém queria ver a temporada de futebol terminar assim, mas, dadas as realidades apresentadas pelo Covid-19, e seguindo as recomendações do governo e as do futebol da Nova Zelândia, sentimos que esta é a decisão certa.", declarou Ivan Vukisch, presidente do clube."

### Títulos não-oficiais
- Copa dos Presidentes da OFC: 2014
- Lunar New Year Cup (Hong Kong): 2017

## Campanhas de destaque

### Internacionais
- Copa do Mundo de Clubes da FIFA
  - 3º Lugar (2014)
  - 5º lugar (2009)
  - 6º lugar (2006)
  - 7º lugar (2011, 2012, 2013, 2015, 2016, 2017, 2022, 2023)

- Copa Intercontinental da FIFA
  - 6º lugar (2024)

### Nacionais
- Vice-Campeonato Neozelandês (Temporada Regular): 2007-08, 2008-09, 2010-11, 2012-13

- Vice-Campeonato Neozelandês (Grande Final): 2010-11, 2012-13, 2015-16, 2016-17, 2020-21

## Desempenho
| Temporada | Equipes | Classificação na Temporada Regular | Playoffs                     | Classificação Final |
| --------- | ------- | ---------------------------------- | ---------------------------- | ------------------- |
| 2004–05   | 8       | 1º                                 | Qualificado para os Playoffs | 1º                  |
| 2005–06   | 8       | 1º                                 | Qualificado para os Playoffs | 1º                  |
| 2006–07   | 8       | 3º                                 | Qualificado para os Playoffs | 1º                  |
| 2007–08   | 8       | 2º                                 | Qualificado para os Playoffs | 3º                  |
| 2008–09   | 8       | 2º                                 | Qualificado para os Playoffs | 1º                  |
| 2009–10   | 8       | 1º                                 | Qualificado para os Playoffs | 4º                  |
| 2010–11   | 8       | 2º                                 | Qualificado para os Playoffs | 2º                  |
| 2011–12   | 8       | 1º                                 | Qualificado para os Playoffs | 4º                  |
| 2012–13   | 8       | 2º                                 | Qualificado para os Playoffs | 2º                  |
| 2013–14   | 8       | 1º                                 | Qualificado para os Playoffs | 1º                  |
| 2014–15   | 9       | 1º                                 | Qualificado para os Playoffs | 1º                  |
| 2015–16   | 8       | 1º                                 | Qualificado para os Playoffs | 2º                  |
| 2016–17   | 10      | 1º                                 | Qualificado para os Playoffs | 2º                  |
| 2017–18   | 10      | 1º                                 | Qualificado para os Playoffs | 1º                  |
| 2018–19   | 10      | 1º                                 | Qualificado para os Playoffs | 3º                  |
| 2019–20   | 10      | 1º                                 | Não houve disputa            | 1º                  |
| 2020-21   | 10      | 1º                                 | Qualificado para os Playoffs | 2º                  |

## Treinadores
- Allan Jones (1 de julho de 2004 – 30 de junho de 2006)
- Paul Marshall (01 de julho de 2006 – 30 de junho de 2007)
- Colin Tuaa (01 de julho de 2007 – 09 de dezembro de 2008)
- Paul Posa (10 de dezembro de 2008 – 30 de junho de 2010)
- Ramon Tribulietx (01 de julho de 2010 – 30 de junho de 2019)
- Aaron McFarland (Interino) (01 de julho de 2010 – 30 de junho de 2011)
- Jose Figueira (01 de julho de 2019 – 30 de novembro de 2021)
- Albert Riera Vidal (01 de dezembro de 2021 – )